# José Azcona del Hoyo
José Simón Azcona del Hoyo (La Ceiba, 26 de gener de 1927 - Tegucigalpa, 24 d'octubre de 2005). Va ser el Quarantè vuitè president constitucional de la república d'Hondures entre el 27 de gener de 1986 al 26 de gener de 1990.

## Biografia
Descendent de càntabres, va néixer a la ciutat de La Ceiba el 26 de gener de 1927. Els seus pares van ser José Simón Azcona Vélez i Carmen del Hoyo Pérez. Va realitzar els seus estudis a la Universitat Nacional Autònoma d'Hondures (UNAH) i en l'Institut Tecnològic i d'Estudis Superiors de Monterrey (ITESM), en Mèxic, on va obtenir la llicenciatura d'enginyer civil. Casat amb la senyora Miriam Bocock, amb la qual procrearien tres fills. Membre i seguidor de la ideologia del Partit Liberal d'Hondures, entre els anys 1973 a 1982 va ocupar el càrrec de gerent general de la Federació Hondurenya de Cooperatives d'Habitatges (FEHCOVI), seguidament el 1975 va ser nomenat secretari d'organització i propaganda del directori central del Moviment Liberal Rodista, va ser diputat al Congrés Nacional d'Hondures fins a la seva elecció com a candidat oficial del Partit Liberal.